# Десяткін Тарас Гаврилович
Тарас Гаврилович Десяткін (26 квітня 1928, Тюнгюлю, Якутська АРСР — 14 лютого 2018) — начальник об'єднання «Якутзолото», Герой Соціалістичної Праці.

## Біографія
Народився 26 квітня 1928 року в селі Тюнгюлю Мегіно-Кангаласького району в селянській родині. Саха за національністю. Ріс і навчався у Якутську, тут закінчив середню школу. Продовжив навчання в Магаданському гірничому технікумі. У 1948 році після закінчення з відзнакою технікуму  направлений для продовження навчання в Ленінградський гірничий інститут, який успішно закінчив у 1953 році.
Трудову діяльність розпочав на підприємствах вугільної промисловості. Був помічником начальника, начальником підземної дільниці шахти «Капітальна» тресту «Кизелуголь» (Пермська область), працював в Іркутській області на Черемховському вугільному розрізі.
Надалі працював у вугільній промисловості Якутської республіки: гірничим майстром, головним інженером Кангаласького вугільного рудника, головним інженером паливного управління при Раді Міністрів Якутської АРСР, начальником шахтоуправління Джебарики-Хая, головним інженером рудника Ельконка комбінату «Алданслюда».
У липні 1961 року переведений в алмазодобувну галузь, призначений головним інженером рудника Мирний тресту «Якуталмаз». Провів технічне переоснащення підприємства, що дозволило значно підвищити видобуток дорогоцінних каменів. Став лауреатом Державної премії за розробку алмазного родовища трубки «Мир».
У серпні 1969 року Десяткін висунутий на посаду заступника директора виробничого об'єднання «Якуталмаз», створеного в результаті реорганізації тресту. З січня 1972 року — начальник об'єднання «Якутзолото», найбільшого золотодобувне підприємства республіки. З цього часу майже чверть століття керує золотодобувною галуззю Республіки Саха. Взяв участь у становленні алмазної промисловості, першим, хто реорганізував і підняв на нові висоти золоту галузь.
До часу приходу Десяткина до керівництва підприємством там переважав старательський спосіб видобутку і все, що з ним пов'язано: низький технічний рівень, невисокі обсяги видобутку, варварське ставлення до природи. За короткий термін він зумів провести повну реконструкцію галузі, отримання і впровадження нової техніки, залучити фахівців, розгорнути освоєння нових родовищ корисних копалин, будівництво великих виробничих комплексів і соціальних об'єктів. Як результат: якщо в 1973 році золота було видобуто 31,9 тонни (у тому числі з рудних родовищ — 6,4 тонни), то в 1975-му — 36,5 тонни (з рудних родовищ — 7,4 тонни). Таких темпів зростання виробництва золотодобувна галузь республіки не знала за всю свою історію.
Указом Президії Верховної Ради СРСР від 10 березня 1976 року «за видатні успіхи у виконанні прийнятих на дев'яту п'ятирічку соціалістичних зобов'язань по збільшенню виробництва продукції і підвищення продуктивності праці» Десяткіну Тарасу Гавриловичу присвоєно звання Героя Соціалістичної Праці з врученням ордена Леніна і золотої медалі «Серп і Молот».
З 1976 року — генеральний директор виробничого об'єднання «Якутзолото». За 20 років під керівництвом Десяткіна «Якутзолото» стало передовою компанією зі світовим ім'ям. Якутія стала займати друге місце в країні після Магаданської області. З його ім'ям пов'язані апогей видобутку золота в республіці, становлення оловодобувної і сурм'яної промисловості. По видобутку олова Якутія була основним постачальником в країні і єдиним постачальником сурми.
У 1991 році призначений генеральним директором акціонерної ювелірно-виробничої компанії «Золото Якутії». За період його роботи, більш чверті століття, отримано 760 тонн золота.
Неодноразово обирався депутатом Верховної Ради республіки, був делегатом XXV з'їзду КПРС.
Помер 14 лютого 2018 року.

## Нагороди та звання
- Медаль «Серп і молот» (1976 рік)
- Два ордени Леніна (1971; 1976)
- Орден Жовтневої Революції (1983)
- Два ордена Трудового Червоного Прапора (1969; 1981)
- Медалі
- Знак «Шахтарська слава» 1-го, 2-го і 3-го ступеня
- Заслужений гірник Якутської АРСР (1974)
- Заслужений металург РРФСР (1988)
- Почесний громадянин Алданського району
- Почесний громадянин Мегіно-Кангаласького улусу (1998)[2]
- Почесний громадянин Республіки Саха (Якутія) (1998)[3]
- Почесний громадянин Томпонського району (2003)[4]
- Почесний громадянин міста Якутська (2013)[5]